# Edward Smith-Stanley, XIII conte di Derby
Edward Smith-Stanley, XIII conte di Derby (21 aprile 1775 – 30 giugno 1851), è stato un politico e naturalista inglese.

## Biografia

### Vita e carriera
Era l'unico figlio maschio di Edward Smith-Stanley, XII conte di Derby, e della sua prima moglie Lady Elizabeth Hamilton. Studiò a Eton College e Trinity College di Cambridge.
È stato un deputato per Preston e Lancashire (1796-1832).
Nel 1834 succedette al padre come XIII conte di Derby e si ritirò dalla politica. Si concentrò sulla storia naturale raccolta a Knowsley Hall, vicino a Liverpool. Aveva una grande collezione di animali: alla sua morte vi erano 1272 specie di uccelli e 345 specie di mammiferi a Knowsley, spediti in Inghilterra da esploratori come Joseph Burke.
La Psittacula derbiana porta il suo nome.
Dal 1828 al 1833 è stato Presidente della Linnean Society.
Il 4 luglio 1847 divenne socio dell'Accademia delle scienze di Torino.

### Matrimonio
Il 30 giugno 1798 sposò Charlotte Margaret Hornby, figlia del reverendo Geoffrey Hornby. Ebbero sette figli:
- Edward Smith-Stanley, XIV conte di Derby (1799-1869);
- Lady Charlotte Elizabeth Smith-Stanley (1801);
- Lord Henry Thomas Stanley (1803-1875), sposò, il 1º settembre 1835, Anne Woolhouse, ebbero quattro figli;
- Lady Emily Lucy Smith-Stanley (1804);
- Lady Louisa Emily Stanley (1805-1825), sposò, il 18 aprile 1825, il colonnello Samuel Long, non ebbero figli;
- Lady Eleanor Mary Smith-Stanley (1807);
- Charles James Fox Stanley (1808-1884), sposò, il 10 dicembre 1836, Frances Augusta Campbell, ebbero otto figli.

## Ascendenza
|                                           |                                    |                                     | Genitori                             |  |  | Nonni |  |  | Bisnonni                          |  |  | Trisnonni                        |  |
|                                           |                                    |                                     |                                      |  |  |       |  |  | Edward Stanley, XI conte di Derby |  |  | sir Thomas Stanley, IV baronetto |  |
|                                           |                                    |                                     |                                      |  |  |       |  |  | Edward Stanley, XI conte di Derby |  |  | sir Thomas Stanley, IV baronetto |  |
|                                           |                                    | Elizabeth Patten                    |                                      |  |  |       |  |  | Edward Stanley, XI conte di Derby |  |  |                                  |  |
| James Smith-Stanley, lord Strange         |                                    |                                     |                                      |  |  |       |  |  | Edward Stanley, XI conte di Derby |  |  |                                  |  |
|                                           |                                    | Elizabeth Hesketh                   | Robert Hesketh                       |  |  |       |  |  |                                   |  |  |                                  |  |
|                                           |                                    | Elizabeth Hesketh                   | Robert Hesketh                       |  |  |       |  |  |                                   |  |  |                                  |  |
|                                           |                                    | Elizabeth Hesketh                   | Elizabeth Spencer                    |  |  |       |  |  |                                   |  |  |                                  |  |
| Edward Smith-Stanley, XII conte di Derby  |                                    | Elizabeth Hesketh                   |                                      |  |  |       |  |  |                                   |  |  |                                  |  |
|                                           |                                    | Hugh Smith                          | Erasmus Smith                        |  |  |       |  |  |                                   |  |  |                                  |  |
|                                           |                                    | Hugh Smith                          | Erasmus Smith                        |  |  |       |  |  |                                   |  |  |                                  |  |
|                                           |                                    | Hugh Smith                          | Mary Hare                            |  |  |       |  |  |                                   |  |  |                                  |  |
| Lucy Smith                                |                                    | Hugh Smith                          |                                      |  |  |       |  |  |                                   |  |  |                                  |  |
|                                           |                                    | Dorothy Barrett-Lennard             | Dacre Barrett-Lennard                |  |  |       |  |  |                                   |  |  |                                  |  |
|                                           |                                    | Dorothy Barrett-Lennard             | Dacre Barrett-Lennard                |  |  |       |  |  |                                   |  |  |                                  |  |
|                                           |                                    | Dorothy Barrett-Lennard             | lady Jane Chichester                 |  |  |       |  |  |                                   |  |  |                                  |  |
| Edward Smith-Stanley, XIII conte di Derby |                                    | Dorothy Barrett-Lennard             |                                      |  |  |       |  |  |                                   |  |  |                                  |  |
|                                           | James Hamilton, V duca di Hamilton | James Hamilton, IV duca di Hamilton |                                      |  |  |       |  |  |                                   |  |  |                                  |  |
|                                           | James Hamilton, V duca di Hamilton | James Hamilton, IV duca di Hamilton |                                      |  |  |       |  |  |                                   |  |  |                                  |  |
|                                           | James Hamilton, V duca di Hamilton | hon. Elizabeth Gerard               |                                      |  |  |       |  |  |                                   |  |  |                                  |  |
| James Hamilton, VI duca di Hamilton       | James Hamilton, V duca di Hamilton |                                     |                                      |  |  |       |  |  |                                   |  |  |                                  |  |
|                                           |                                    | lady Anne Cochrane                  | John Cochrane, IV conte di Dundonald |  |  |       |  |  |                                   |  |  |                                  |  |
|                                           |                                    | lady Anne Cochrane                  | John Cochrane, IV conte di Dundonald |  |  |       |  |  |                                   |  |  |                                  |  |
|                                           |                                    | lady Anne Cochrane                  | lady Anne Murray                     |  |  |       |  |  |                                   |  |  |                                  |  |
| lady Elizabeth Hamilton                   |                                    | lady Anne Cochrane                  |                                      |  |  |       |  |  |                                   |  |  |                                  |  |
|                                           |                                    | John Gunning                        | Bryan Gunning                        |  |  |       |  |  |                                   |  |  |                                  |  |
|                                           |                                    | John Gunning                        | Bryan Gunning                        |  |  |       |  |  |                                   |  |  |                                  |  |
|                                           |                                    | John Gunning                        | Margaret Malone                      |  |  |       |  |  |                                   |  |  |                                  |  |
| Elizabeth Gunning                         |                                    | John Gunning                        |                                      |  |  |       |  |  |                                   |  |  |                                  |  |
|                                           |                                    | hon. Bridget Bourke                 | Theobald Bourke, VI visconte Mayo    |  |  |       |  |  |                                   |  |  |                                  |  |
|                                           |                                    | hon. Bridget Bourke                 | Theobald Bourke, VI visconte Mayo    |  |  |       |  |  |                                   |  |  |                                  |  |
|                                           |                                    | hon. Bridget Bourke                 | Mary Browne                          |  |  |       |  |  |                                   |  |  |                                  |  |
|                                           |                                    | hon. Bridget Bourke                 |                                      |  |  |       |  |  |                                   |  |  |                                  |  |